# Wyspy Aurory

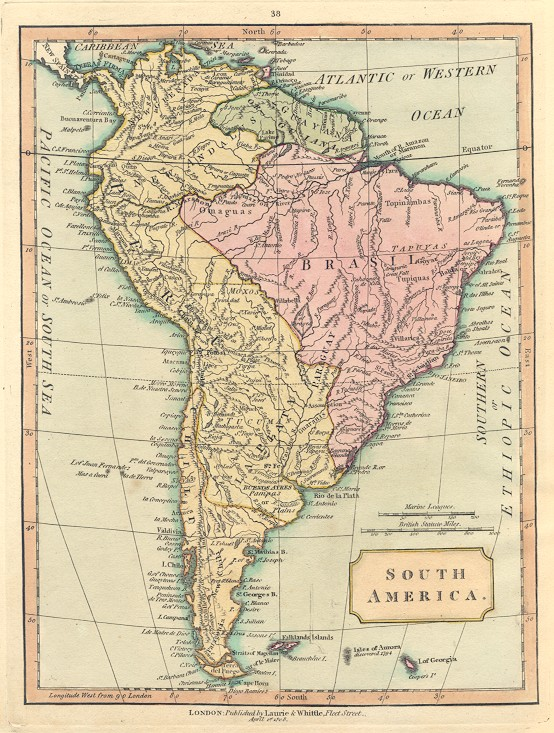
Mapa Ameryki Południowej z 1808 roku z zaznaczonymi Wyspami Aurory

Wyspy Aurory – nieistniejący w rzeczywistości archipelag położony na południowym Atlantyku, odkryty rzekomo w 1762 roku i przez kilkadziesiąt lat umieszczany na mapach.
Składający się jakoby z trzech wysp archipelag został spostrzeżony po raz pierwszy w 1762 roku przez powracający z Limy do Kadyksu hiszpański frachtowiec Aurora pod dowództwem José de la Llana. Miał leżeć gdzieś pomiędzy Falklandami a Georgią Południową. O istnieniu takiego lądu raportowały później jeszcze fregata San Miguel w 1769 roku, ponownie Aurora w 1774 roku, oraz Perla w 1779 i Dolores w 1790 roku. W 1794 roku przepływająca w pobliżu korweta Atrevida powróciła z rejsu z dokładnymi opisami wysp i ich lokalizacją wyznaczoną na 52°37′S 47°49′W/-52,616667 -47,816667, chociaż kapitan nie zezwolił na lądowanie.
Wzmiankowanych przez Hiszpanów wysp bezskutecznie próbował poszukiwać w 1820 roku brytyjski żeglarz James Weddell, nie znajdując jednak na podanej pozycji żadnego lądu. Fiaskiem zakończyła się także ekspedycja Amerykanina Benjamina Morrella z 1822 roku. Również później nikomu nie udało się odszukać rzekomego archipelagu i ostatecznie około 1870 roku znikł on z map.
Wśród postulowanych wyjaśnień natury lądu, który mieli widzieć hiszpańscy żeglarze, przyjmuje się jako wytłumaczenie miraż, górę lodową lub jakiś obiekt pochodzenia wulkanicznego. Możliwe również, że wzmiankowanym archipelagiem były w rzeczywistości Shag Rocks.